# Forges-sur-Meuse
Pour les articles homonymes, voir Forges.
Forges-sur-Meuse est une commune française rurale située dans le département de la Meuse, en région Grand Est. Elle fait partie de l'arrondissement de Verdun.
Ses habitants portent le nom de Forgeronnes et Forgerons.

## Géographie

### Situation
La commune est à une altitude moyenne de 190 mètres. Les autres communes les plus proches sont Brabant-sur-Meuse, Consenvoye, Regnéville-sur-Meuse, Cumières-le-Mort-Homme et Samogneux. La grande ville la plus proche est Reims, distante de 92 km.
La commune est également à proximité des forêts Bois de Forges, Forêt du Mort-Homme et Bois de Consenvoye ainsi que du parc naturel régional de Lorraine.

#### Communes limitrophes
| Consenvoye             | Brabant-sur-Meuse    | Brabant-sur-Meuse    |
| Consenvoye             | Forges-sur-Meuse     | Brabant-sur-Meuse    |
| Cumières-le-Mort-Homme | Regnéville-sur-Meuse | Regnéville-sur-Meuse |

### Hydrographie
La commune est dans le bassin versant de la Meuse au sein du bassin Rhin-Meuse. Elle est drainée par la Meuse et le ruisseau de Forges,.
La Meuse, d'une longueur de 486 km dans sa partie française, est un fleuve européen qui prend sa source en France, dans la commune du Châtelet-sur-Meuse, à 409 mètres d'altitude, et se jette dans la mer du Nord après un cours long d'approximativement 950 kilomètres traversant la France, la Belgique et les Pays-Bas. 
Le ruisseau de Forges, d'une longueur de 12 km, prend sa source dans la commune de Malancourt et se jette  dans la Meuse sur la commune, après avoir traversé trois communes. 

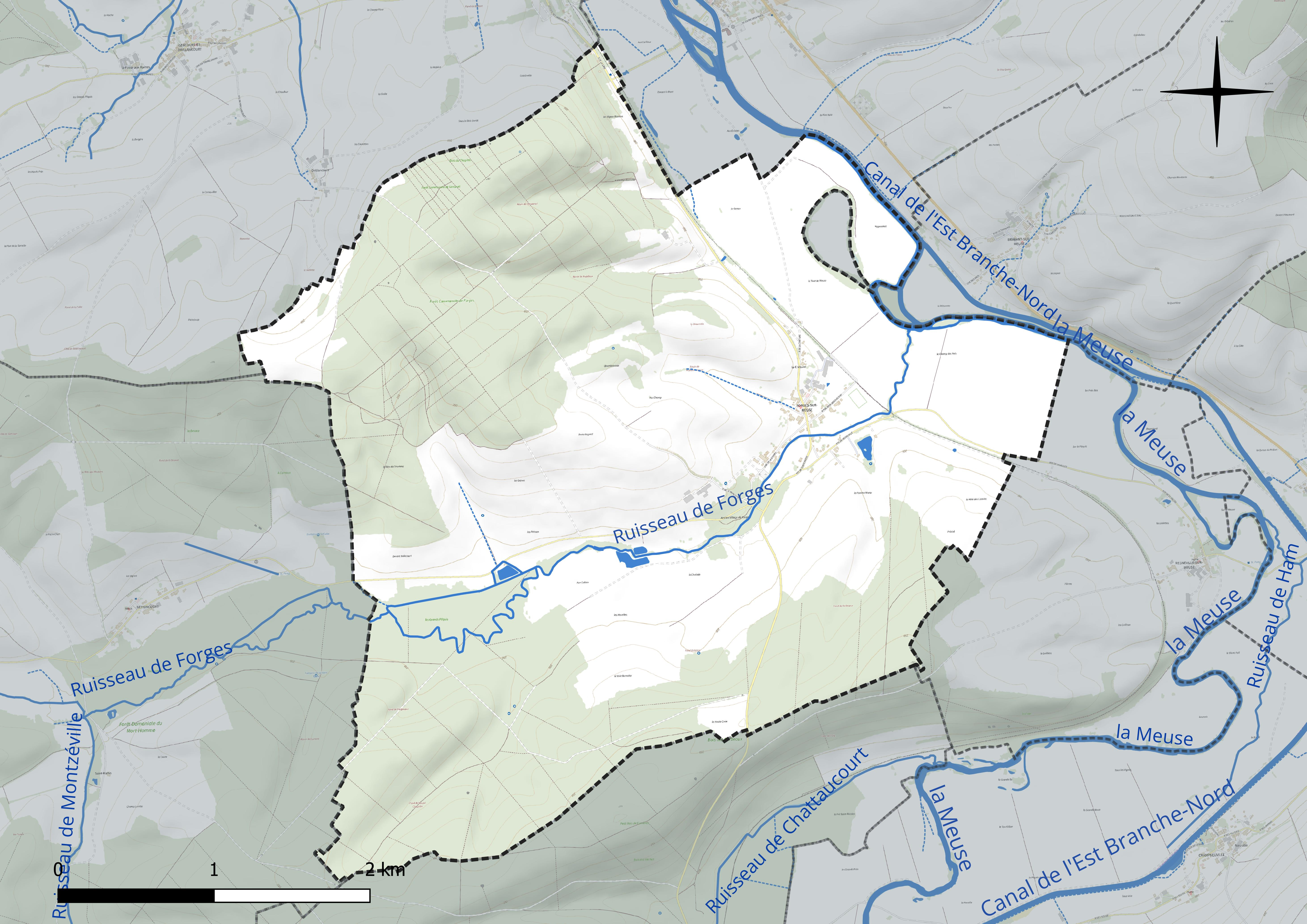
Réseau hydrographique de Forges-sur-Meuse.

### Climat
Pour des articles plus généraux, voir Climat du Grand Est et Climat de la Meuse.
En 2010, le climat de la commune est de type climat de montagne, selon une étude du Centre national de la recherche scientifique s'appuyant sur une série de données couvrant la période 1971-2000. En 2020, Météo-France publie une typologie des climats de la France métropolitaine dans laquelle la commune est exposée à un climat océanique altéré et est dans la région climatique  Lorraine, plateau de Langres, Morvan, caractérisée par un hiver rude (1,5 °C), des vents modérés et des brouillards fréquents en automne et hiver. 
Pour la période 1971-2000, la température annuelle moyenne est de 9,6 °C, avec une amplitude thermique annuelle de 15,8 °C. Le cumul annuel moyen de précipitations est de 952 mm, avec 14 jours de précipitations en janvier et 9,6 jours en juillet. Pour la période 1991-2020, la température moyenne annuelle observée sur la station météorologique de Météo-France la plus proche, « Septsarges », sur la commune de Septsarges à 9 km à vol d'oiseau, est de 10,3 °C et le cumul annuel moyen de précipitations est de 942,8 mm. 
La température maximale relevée sur cette station est de 39,9 °C, atteinte le 25 juillet 2019 ; la température minimale est de −15,7 °C, atteinte le 1er janvier 1997,,. 
Les paramètres climatiques de la commune ont été estimés pour le milieu du siècle (2041-2070) selon différents scénarios d'émission de gaz à effet de serre à partir des nouvelles projections climatiques de référence DRIAS-2020. Ils sont consultables sur un site dédié publié par Météo-France en novembre 2022.

## Urbanisme

### Typologie
Au 1er janvier 2024, Forges-sur-Meuse est catégorisée commune rurale à habitat dispersé, selon la nouvelle grille communale de densité à sept niveaux définie par l'Insee en 2022.
Elle est située hors unité urbaine. Par ailleurs la commune fait partie de l'aire d'attraction de Verdun, dont elle est une commune de la couronne,. Cette aire, qui regroupe 103 communes, est catégorisée dans les aires de moins de 50 000 habitants,.

### Occupation des sols
L'occupation des sols de la commune, telle qu'elle ressort de la base de données européenne d’occupation biophysique des sols Corine Land Cover (CLC), est marquée par l'importance des forêts et milieux semi-naturels (49,1 % en 2018), une proportion identique à celle de 1990 (49,1 %). La répartition détaillée en 2018 est la suivante : 
forêts (49,1 %), terres arables (41,1 %), prairies (7,8 %), zones urbanisées (1,9 %). L'évolution de l’occupation des sols de la commune et de ses infrastructures peut être observée sur les différentes représentations cartographiques du territoire : la carte de Cassini (XVIIIe siècle), la carte d'état-major (1820-1866) et les cartes ou photos aériennes de l'IGN pour la période actuelle (1950 à aujourd'hui).

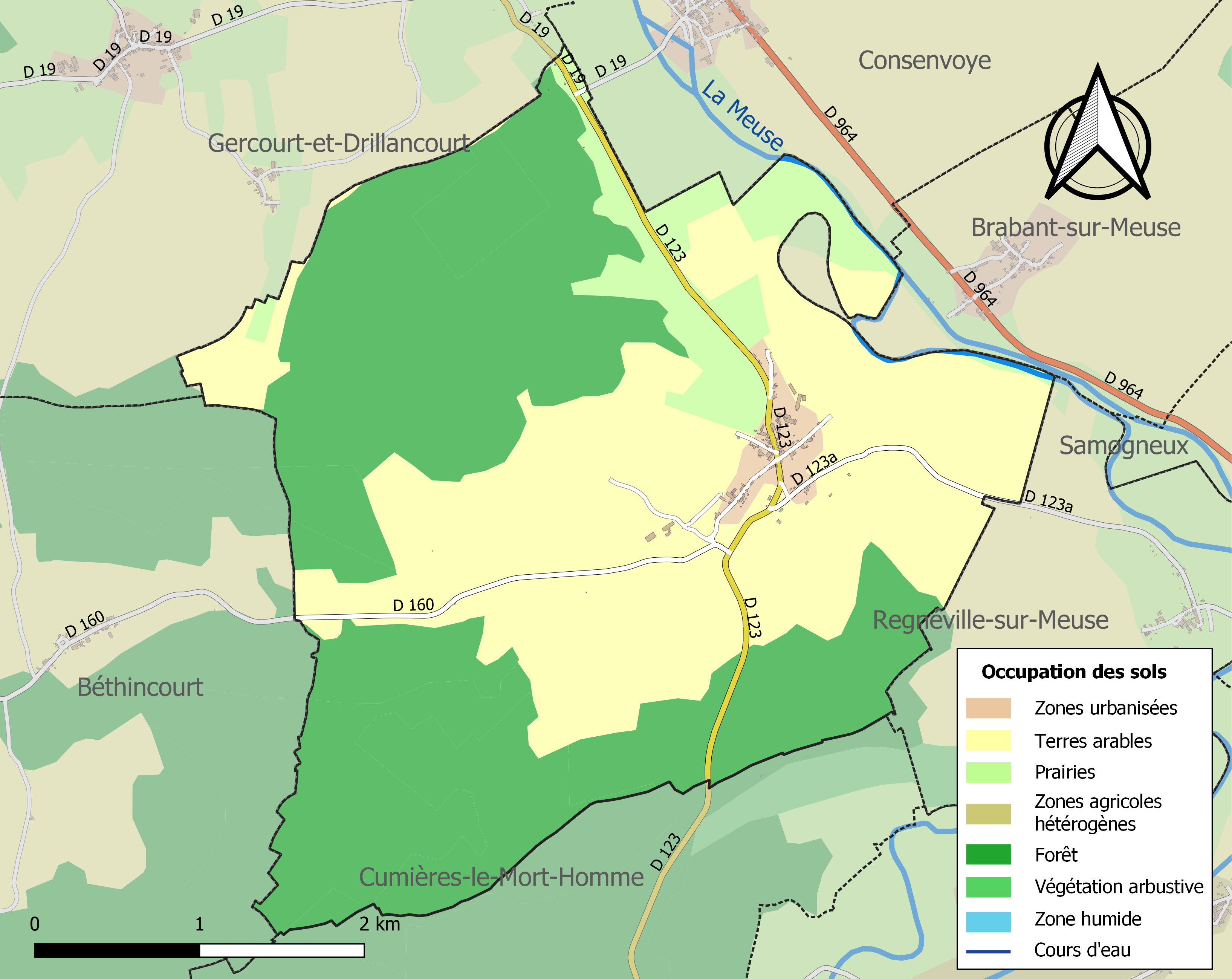
Carte des infrastructures et de l'occupation des sols de la commune en 2018 (CLC).

### Risques naturels et autres
Parmi les risques naturels et technologiques, la commune compte les engins de guerre et les inondations. Elle a notamment été victime d'inondations et coulées de boue en décembre 1993, janvier 1994, janvier 1995 et décembre 1999.

## Toponymie
Le nom de la localité est attesté sous les formes Favorgiæ (984) ; Forges (1235) ; Ecclesia de Forges (1248) ; Forge (1700) ; Forgiæ (1738) ; en 1793, la commune s'appelait Forge, puis Forges en 1801. 

L'origine du mot Forges (fabrica ou favorgina) renvoie à « ateliers du forgeron ».  
C'est en 1922 qu'elle prit le nom de Forges-sur-Meuse.

La Meuse, Maas ; en wallon, Moûse ; en latin Mosa est un fleuve européen qui prend sa source en France et se jette dans la mer du Nord après un cours traversant la France, la Belgique et les Pays-Bas.

## Histoire
Le Bois de Forges a été un champ de bataille particulièrement meurtrier en 1914. Le 21 février 1916, le tonnerre des canons marque le début de la bataille de Verdun. Situé dans le secteur de Verdun, le village est perdu par les troupes françaises le 6 mars 1916 et repris le 26 septembre 1918. Il disparaît totalement sous l'acharnement des pilonnages des obus français et allemands, avant d'être reconstruit après la guerre environ 500 mètres plus à l'Est.

## Politique et administration
| Période                                  | Période  | Identité                                          | Étiquette | Qualité        |
| ---------------------------------------- | -------- | ------------------------------------------------- | --------- | -------------- |
| Les données manquantes sont à compléter. |          |                                                   |           |                |
| avant 1981                               | 2001     | Bernard Magisson                                  | DVD       | Agriculteur    |
| mars 2001                                | En cours | Françoise Tessier Réélue pour le mandat 2020-2026 |           | Ancienne cadre |

## Population et société

### Démographie
L'évolution du nombre d'habitants est connue à travers les recensements de la population effectués dans la commune depuis 1793. Pour les communes de moins de 10 000 habitants, une enquête de recensement portant sur toute la population est réalisée tous les cinq ans, les populations de référence des années intermédiaires étant quant à elles estimées par interpolation ou extrapolation. Pour la commune, le premier recensement exhaustif entrant dans le cadre du nouveau dispositif a été réalisé en 2006.

En 2022, la commune comptait 122 habitants, en évolution de +0,83 % par rapport à 2016 (Meuse : −4,4 %, France hors Mayotte : +2,11 %).
| 1793 | 1800 | 1806 | 1821 | 1831 | 1836 | 1841 | 1846 | 1851 |
| ---- | ---- | ---- | ---- | ---- | ---- | ---- | ---- | ---- |
| 661  | 761  | 738  | 728  | 838  | 822  | 827  | 790  | 775  |

| 1856 | 1861 | 1866 | 1872 | 1876 | 1881 | 1886 | 1891 | 1896 |
| ---- | ---- | ---- | ---- | ---- | ---- | ---- | ---- | ---- |
| 699  | 687  | 665  | 614  | 633  | 630  | 581  | 544  | 536  |

| 1901 | 1906 | 1911 | 1921 | 1926 | 1931 | 1936 | 1946 | 1954 |
| ---- | ---- | ---- | ---- | ---- | ---- | ---- | ---- | ---- |
| 512  | 500  | 462  | 143  | 198  | 222  | 201  | 197  | 201  |

| 1962 | 1968 | 1975 | 1982 | 1990 | 1999 | 2006 | 2011 | 2016 |
| ---- | ---- | ---- | ---- | ---- | ---- | ---- | ---- | ---- |
| 183  | 187  | 165  | 140  | 140  | 135  | 104  | 117  | 121  |

| 2021 | 2022 | - | - | - | - | - | - | - |
| ---- | ---- | - | - | - | - | - | - | - |
| 123  | 122  | - | - | - | - | - | - | - |

## Culture locale et patrimoine

### Lieux et monuments
- Église Saint-Martin.
- Monument aux morts.
- Croix de chemin, D 160
- Le musée le plus proche est le musée de la Princerie de Verdun.

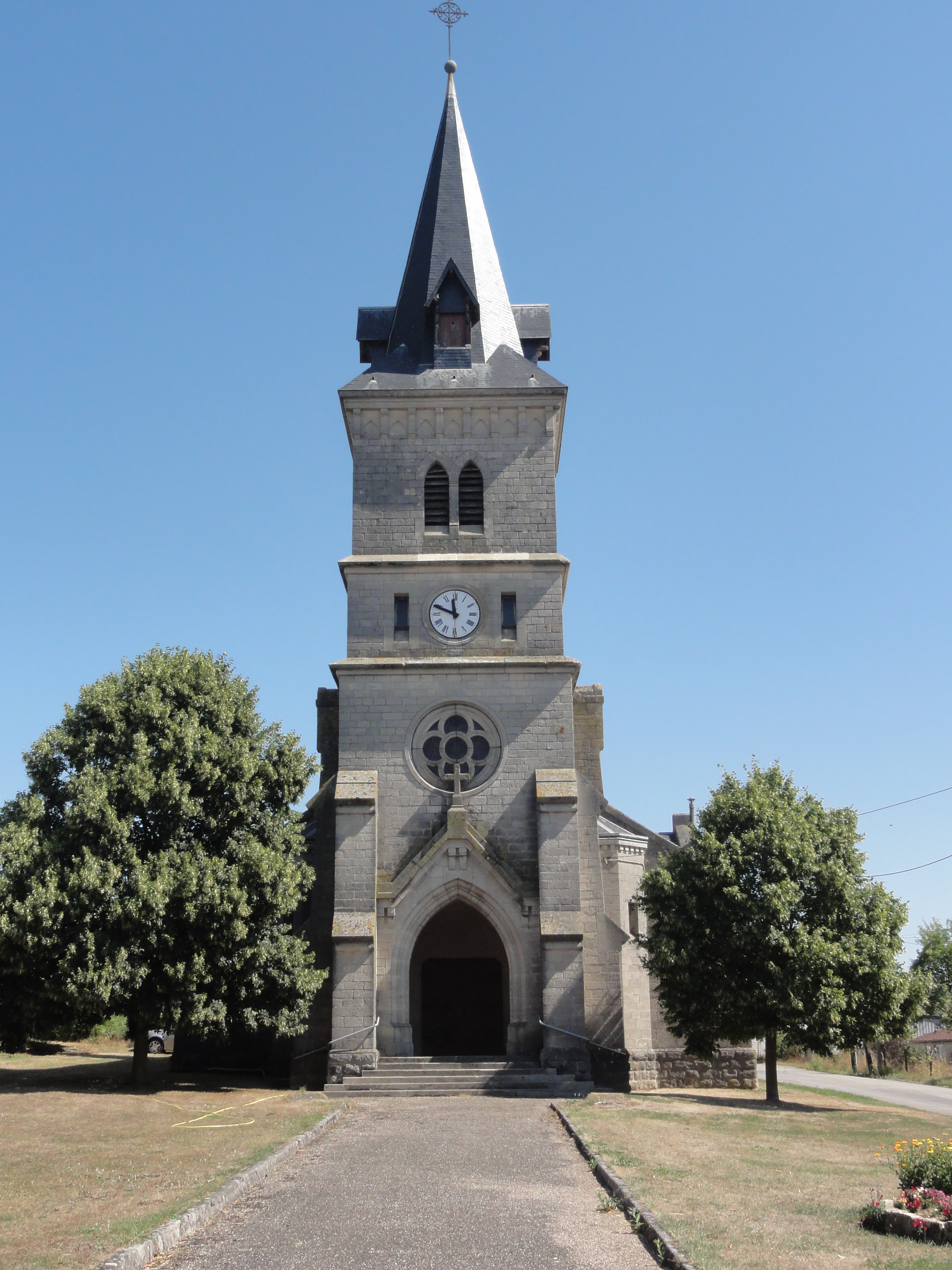
Église Saint-Martin.
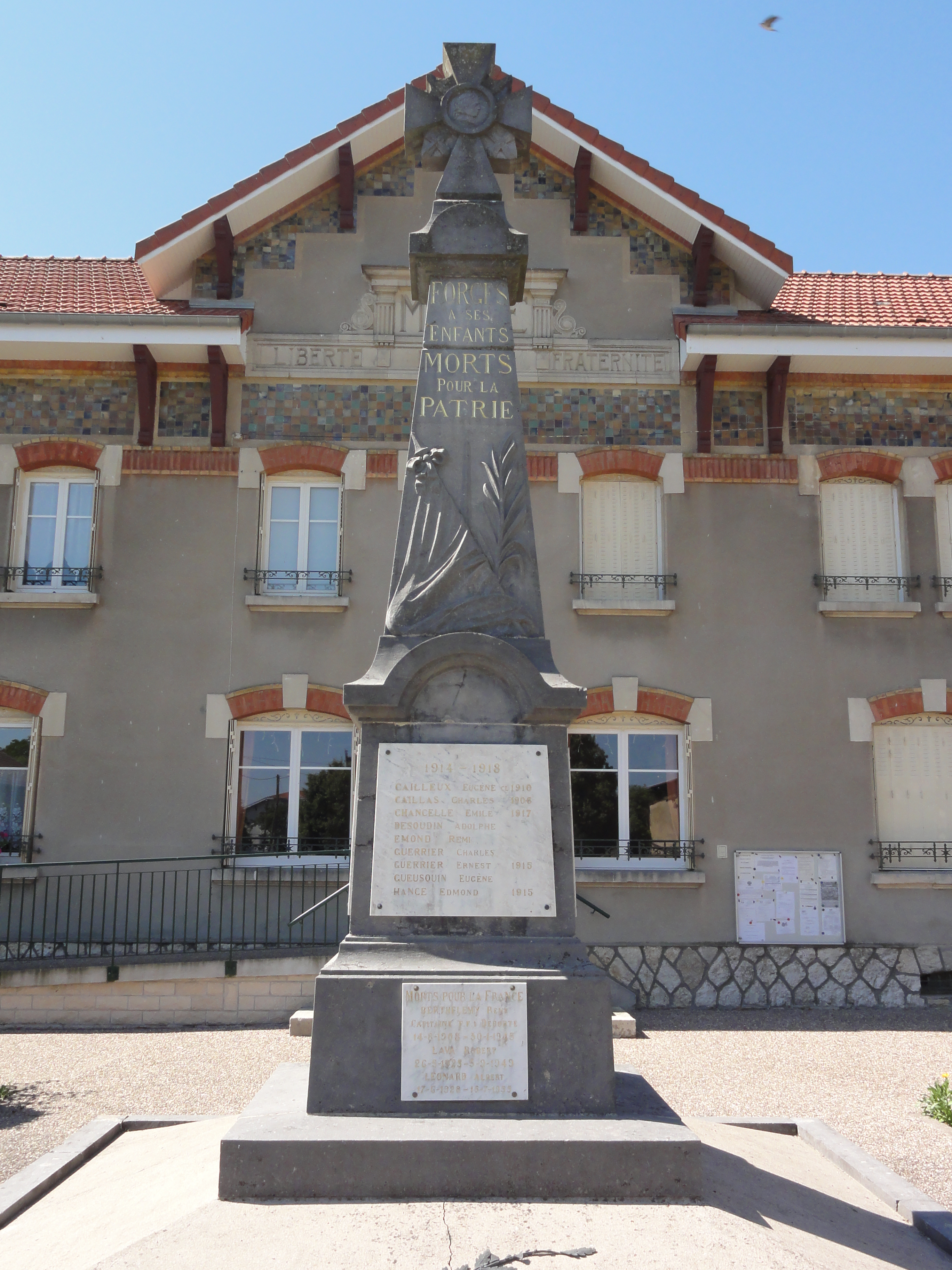
Monument aux morts.
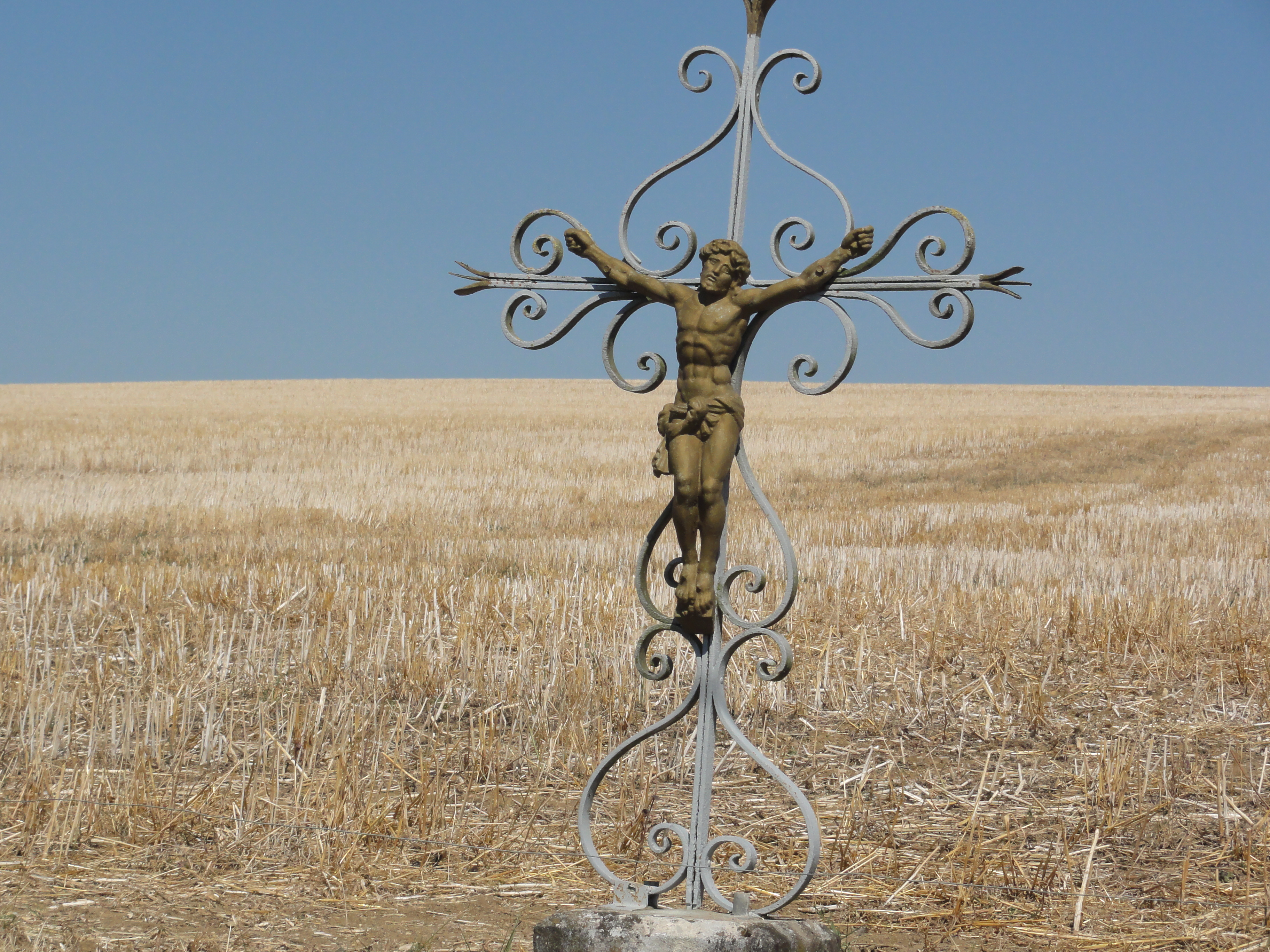
Croix de chemin.

### Gastronomie
La commune est située sur le territoire des IGP suivants :
- les volailles de la Champagne ;
- les mirabelles de Lorraine ;
- la bergamote de Nancy.

### Personnalités liées à la commune
Joseph Gueusquin, né à Forges en 1819, crée en 1848 sur la commune du Plessis-Piquet, devenue en 1909 Le Plessis-Robinson, une toute première guinguette qu'il baptise "Le grand Robinson". Elle déclenche l'engouement des Parisiens, et fera de nombreuses émules. Cette commune, peuplée en 2023 de 30 000 habitants, où il décède en 1889, lui doit donc son nom.

### Héraldique
| Blason de Forges-sur-Meuse | Blason  | D'or à la forge de sable, enflammée de gueules, mouvant de la pointe ; chapé d'argent à trois fasces de sable. |
| Blason de Forges-sur-Meuse | Détails | Armoiries composées par R. A. Louis et mises à disposition de la commune en 2013.                              |